# المساندة
قرية المساندة هي إحدى القرى التابعة لمركز العياط في محافظة الجيزة في جمهورية مصر العربية. حسب إحصاءات سنة 2006، بلغ إجمالي السكان في المساندة 9001 نسمة، منهم 4637 رجل و4364 امرأة.